# Podu lui Galben, Prahova
Podu lui Galben este un sat în comuna Podenii Noi din județul Prahova, Muntenia, România.